# دوبيردو ديل لاجو
دوبيردو ديل لاجو، (بالإنجليزية: Doberdò del Lago)‏، (السلوفينية:Doberdob)، هي (بلدية) في المنطقة الإيطالية فريولي فينيتسيا جوليا، وتقع على بعد حوالي 30 كم (19 ميل) شمال غرب ترييستي وحوالي 11 كم (7 ميل) جنوب غرب غوريتسيا ويحدها البلديات التالية: دوينو-أوريسينا، وفوليانو ريديبوجليا، وكومين (سلوفينيا)، وميرين-كوستانجيفيكا (سلوفينيا)، ومونفالكوني، ورونتشي دي ليجونياري، وساجرادو، وسافوغنا ديسونزو. تقع في أقصى غرب هضبة كارست.

## السكان
في سنة 1871 بلغ عدد السكان  نسمة، وتطور العدد ليصل في سنة 2011 لـ 1٬441 نسمة.
يظهر هذا المخطط البياني تطور النمو السكاني لـ دوبيردو ديل لاجو

## أعلام
- جورجيو أورسي